# Bernd Woide

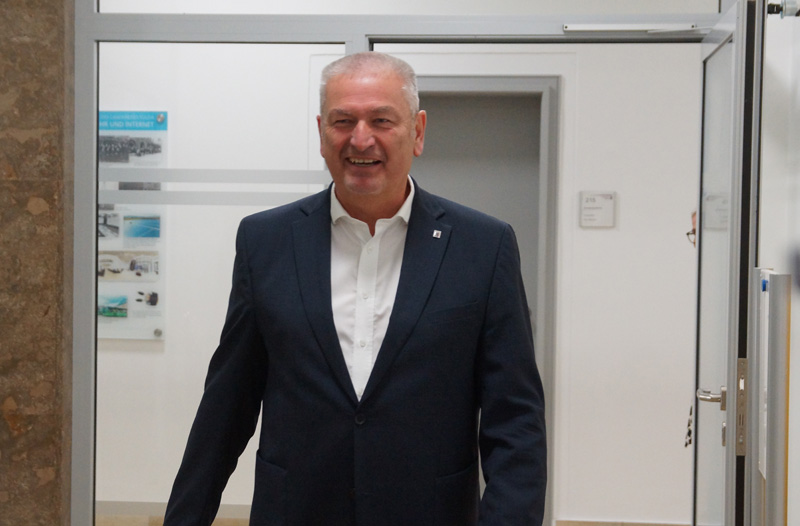
Bernd Woide (2023)

Bernd Woide (* 14. Juli 1962) ist ein deutscher Politiker der CDU und seit 2006 Landrat des Landkreises Fulda.

## Leben
Bernd Woide machte 1979 seinen Realschulabschluss und absolvierte bis 1981 eine Berufsausbildung zum Verwaltungsangestellten. Im Anschluss besuchte er bis 1982 eine Fachoberschule für Verwaltung und Rechtspflege. Nach dem Grundwehrdienst begann er 1983 eine zweite Ausbildung für den gehobenen allgemeinen Verwaltungsdienst in der Kommunalverwaltung mit einem Studium und einer Laufbahnprüfung an einer Verwaltungsfachhochschule. Daraufhin begann er 1986 das Studium der Rechtswissenschaften und legte 1992 die erste juristische Staatsprüfung ab. Bis zu seiner zweiten juristischen Staatsprüfung absolvierte er für drei Jahre den juristischen Vorbereitungsdienst unter anderem an der Hochschule für Verwaltungswissenschaften Speyer.
Nach Ablegen der zweiten juristischen Staatsprüfung 1995 wurde Woide Beigeordneter der Stadt Schmalkalden. 1999 wurde er Bürgermeister von Fulda. Nachdem Alois Rhiel hessischer Wirtschaftsminister und Gerhard Möller Oberbürgermeister von Fulda geworden war, wurde Woide Möllers Nachfolger als Erster Kreisbeigeordneter des Landkreises Fulda.
Im Oktober 2005 wurde Woide dann mit 71,9 Prozent der Stimmen zum Nachfolger von Friedrich Kramer als Landrat gewählt. 2011 wurde er bei zwei weiteren Kandidaten von SPD und Grünen mit 72,1 Prozent im Amt bestätigt. 2017 setzte er sich bei einer Wahlbeteiligung von fast 75 Prozent mit 65,1 Prozent der Stimmen gegen zwei weitere Kandidaten von SPD und der Linken durch. 2023 gewann er die Wahl mit fast 63 Prozent der Stimmen im ersten Wahlgang bei vier weiteren Kandidaten.
Bernd Woide ist verheiratet und hat zwei Kinder. Seit dem Studium ist er Mitglied der katholischen Studentenverbindung KStV Winfridia Göttingen im KV.